# Ebinur Hu
Ebinur Hu (chiń. 艾比湖; pinyin Àibǐ Hú) – słone jezioro bezodpływowe w północno-zachodnich Chinach, w regionie autonomicznym Xinjiang, w Kotlinie Dżungarskiej. Zajmuje powierzchnię ok. 1070 km² (w okresie suszy zmniejsza się do ok. 800 km² i dzieli się wówczas na dwa mniejsze zbiorniki). Jezioro leży na wysokości 189 m n.p.m. i ma 15 m głębokości. Zamarza w okresie zimowym. Zasilane przez rzeki spływające z Borohoro Shan.